# Michael Wilson (scénariste)
Pour les articles homonymes, voir Michael Wilson et Wilson.
Michael Wilson est un scénariste américain, né le 1er juillet 1914 à McAlester (Oklahoma) et mort le 9 avril 1978 à Los Angeles (Californie).

## Biographie
Dans les années 1950, Michael Wilson fut l'une des victimes du maccarthysme, inscrit sur la liste noire de Hollywood et empêché de travailler.

## Filmographie
- 1941 : La Rose blanche (The Men in Her Life) de Gregory Ratoff
- 1943 : Border Patrol (en)
- 1943 : Colt Comrades (en)
- 1943 : Bar 20
- 1944 : Les Pillards de l'Arizona (Forty Thieves) de Lesley Selander
- 1946 : La vie est belle (It's a Wonderful Life)
- 1951 : Une place au soleil (A Place in the Sun) de George Stevens
- 1952 : L'Affaire Cicéron (5 Fingers) Prix Edgar-Allan-Poe du meilleur scénario en 1953
- 1954 : Le Sel de la terre (The Salt of the Earth)
- 1954 : Carnival Story
- 1954 : Esclaves pour Rio (de) (Mannequins für Rio)
- 1955 : Condamné au silence (The Court-Martial of Billy Mitchell)
- 1957 : Le Pont de la rivière Kwaï (The Bridge on the River Kwai)
- 1958 : La Tempête (La Tempesta)
- 1962 : Lawrence d'Arabie (Lawrence of Arabia)
- 1965 : Le Chevalier des sables (The Sandpiper)
- 1968 : La Planète des singes (Planet of the Apes) de Franklin Schaffner
- 1969 : Che ! de Richard Fleischer